# Hirschbeutel
Der Hirschbeutel oder auch Pennerbeutel ist eine selbstgenähte Umhängetasche, die um die 1970er bis 1980er Jahren aus einem dekorativen Wandteppich oder Kissenbezug (oft mit Motiv eines röhrenden Hirsches) gefertigt wurde. Diese Wandteppiche sind typische Motive, die als Gobelinweberei Anfang des 20. Jahrhunderts viele Stuben und Küchen der einfachen Bürger schmückten. Er war eines der Erkennungszeichen der DDR-spezifischen Blueserszene.